# Monastero di Mañjuśrī
Il monastero di Mañjuśrī è un ex gompa fondato nel 1733 e distrutto dai comunisti mongoli nel 1937. Le sue rovine si trovano a circa 15 chilometri (in linea d'aria, 43 chilometri in auto) a sud della capitale mongola Ulaanbaatar sul versante sud del monte Bogd Khan.

## Storia

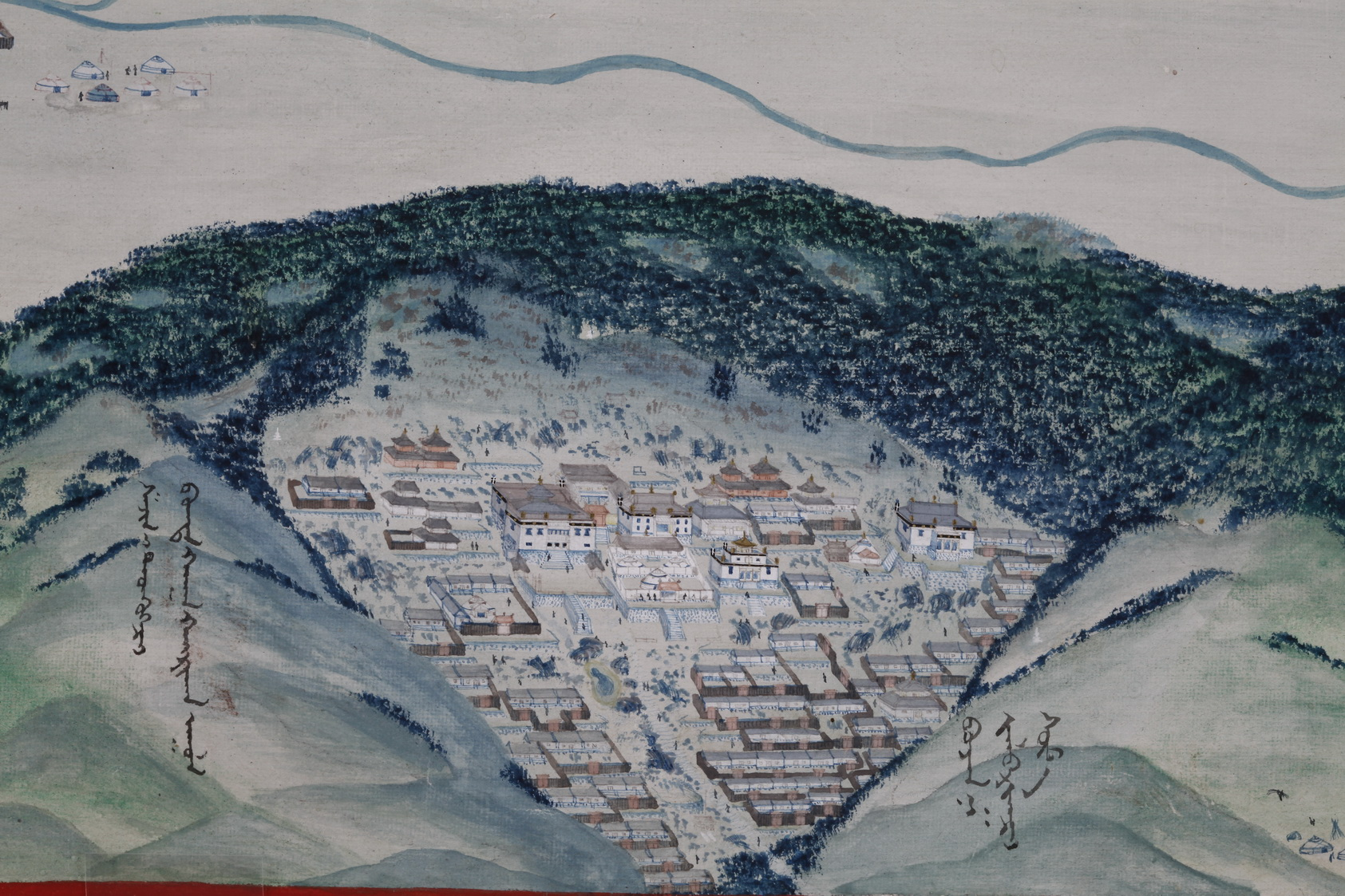
Rappresentazione del 1913 del monastero di Mañjuśrī

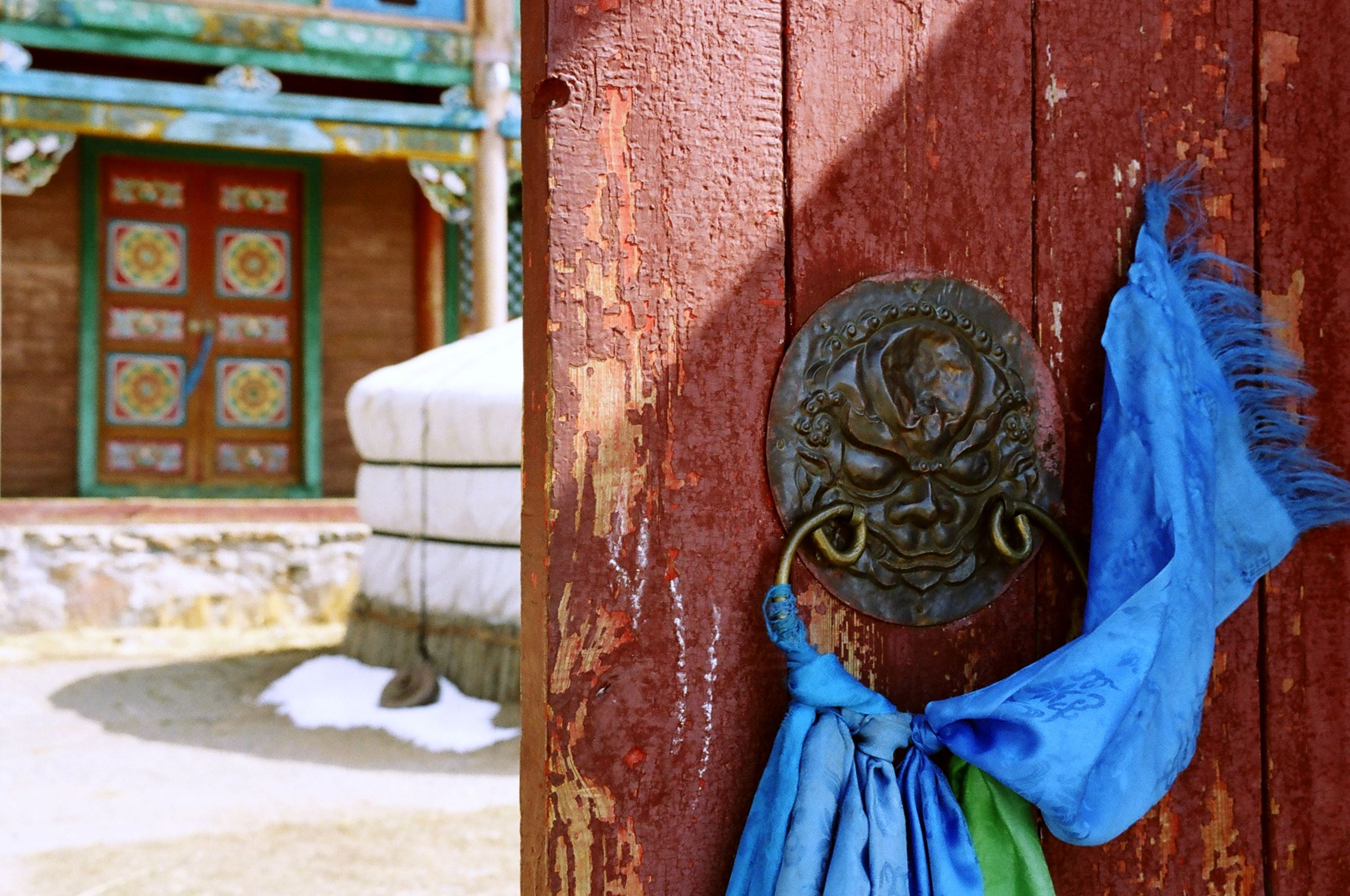
Il portone d'ingresso del monastero

Nel 1733, il monastero, dedicato a Mañjuśrī, il bodhisattva della saggezza, è stato il primo fondato dal monaco Luvsanjambaldanzan come residenza permanente della reincarnazione del Bodhisattva della saggezza. Nel 1750 finì sotto l'amministrazione personale del capo religioso della Mongolia Jebtsundamba Khutuktu. Il monastero si espanse e divenne uno dei più grandi e importanti centri monastici con 20 templi e oltre 300 monaci. Le cerimonie religiose spesso coinvolgevano più di 1000 monaci. La casa del lama (dall'inglese: lamasery housed) ospitava una collezione di preziose e rare scritture buddiste, tra cui la scrittura d'oro su foglia d'argento.
Il 3 febbraio 1921 il Bogd Gegeen cercò rifugio nel monastero dopo che le truppe cinesi che occupavano il territorio lo rilasciarono mentre fuggiva dall'avanzata delle forze fedeli a Roman von Ungern-Sternberg. Il Bogd Gegeen nominò capo del monastero l'abate Manzushir Khutagt Sambadondogiin Tserendorj, primo ministro durante il regime fantoccio di Ungern von Sternberg (da febbraio a luglio 1921).
Le fortune del monastero cambiarono dopo la rivoluzione mongola del 1921. Nei primi anni successivi alla rivoluzione, Tserendorj collaborò presumibilmente con Bogd Khan, indebolito fisicamente, su vari schemi controrivoluzionari, tra cui l'invio di messaggi di assistenza in Giappone. Dopo che Bogd Khan morì nel 1924, il monastero e i suoi abitanti subirono ondate di persecuzioni mentre il regime socialista cercava di eliminare l'influenza del buddismo istituzionale all'interno del paese. Nel 1929-1930 a Tserendorj vennero confiscate le proprietà personali dallo stato e nel 1936, all'inizio delle purghe staliniste, fu uno dei 24 lama arrestati dal ministro degli Interni Horloogijn Čojbalsan con l'accusa di appartenenza ad un "gruppo controrivoluzionario". Nel febbraio del 1937, gli ultimi 53 lama rimasti del monastero (la cui età superava i 50-60 anni) furono arrestati e molti furono fucilati. Tutti i 20 templi del monastero furono poi distrutti. Le preziose scritture buddiste furono trasferite nella Biblioteca nazionale mongola. Dopo un anno di processi Tserendorj fu dichiarato colpevole e pubblicamente giustiziato davanti al teatro nazionale (l'attuale piazza Sükhbaatar) nell'ottobre del 1937.
Il restauro dei singoli edifici è iniziato nel 1990 poco dopo la rivoluzione democratica del 1990 e nel 1992 i monaci giustiziati sono stati ufficialmente riabilitati. Nel 1998 le rovine del monastero furono protette dallo stato. Ad oggi, solo l'edificio principale è stato ricostruito e ora è un museo.

## Piante e costruzioni
Accanto al museo si trovano le imponenti rovine del tempio Togchin (anche se in rovina), originariamente costruito nel 1749 con un'architettura che ricorda i templi del Tibet. In tutto, le rovine di 17 edifici, distribuiti su un terreno in salita, possono essere identificati in tutta la vasta area del monastero. Nella scogliera sopra il monastero ci sono diverse pitture rupestri buddiste del XVIII secolo e rilievi, così come iscrizioni buddiste in lingua tibetana, che sfuggirono alla distruzione nel 1937.
Non lontano da queste strutture è presente un calderone in bronzo di 2 tonnellate creato nel 1726 inciso con un'iscrizione tibetana. Era usato per fornire cibo ai pellegrini e poteva far bollire fino a 10 pecore e 2 bovini alla volta.

## Stato attuale
La maggior parte dell'area che circonda il monastero fa parte dell'area di Bogdkhan Uul, strettamente protetta che contiene abbondante fauna selvatica, ruscelli e alberi di cedro. Nel 1783 il governo mongolo della dinastia Qing dichiarò il Bogd Khan un sito protetto, rendendolo una delle aree protette più antiche del mondo.
Oggi, il monastero funge da destinazione turistica ed escursionistica con un ostello in loco. Il monastero fu restituito alla chiesa buddista e gli oggetti sopravvissuti all'interno del complesso monastico (il tempio restaurato, i resti di mura ed edifici, le immagini delle divinità buddiste e le iscrizioni sacre sulle rocce) continuano ad essere riveriti come oggetti di culto.

Nell'estate del 2009, gli scout britannici e mongoli hanno iniziato a ridipingere la chiesa. Inoltre, fu lanciata una raccolta fondi per aiutare a finanziare il restauro della staccionata in legno con un muro di pietra.

Manjusri Monastery
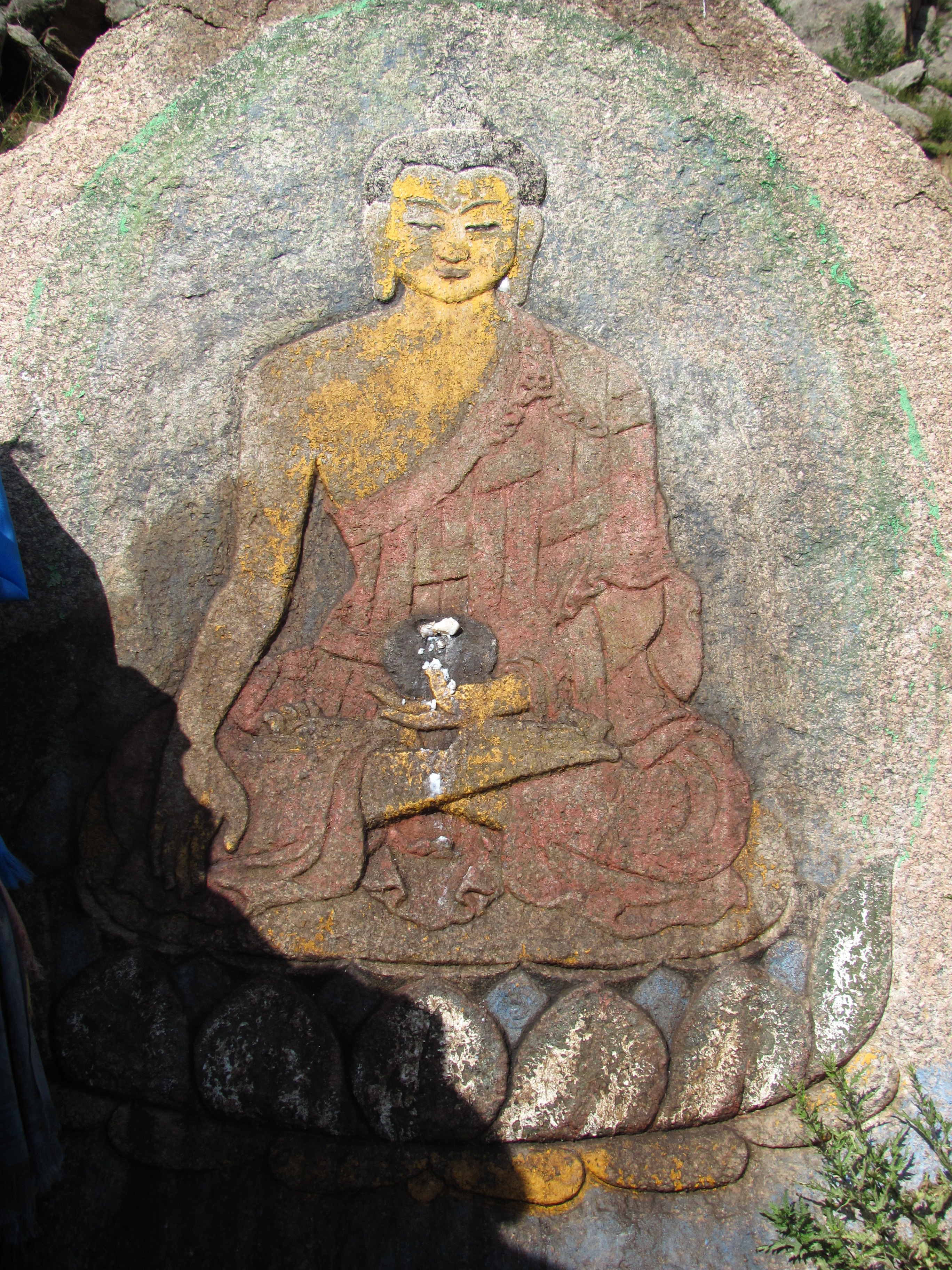
Immagine di Buddha
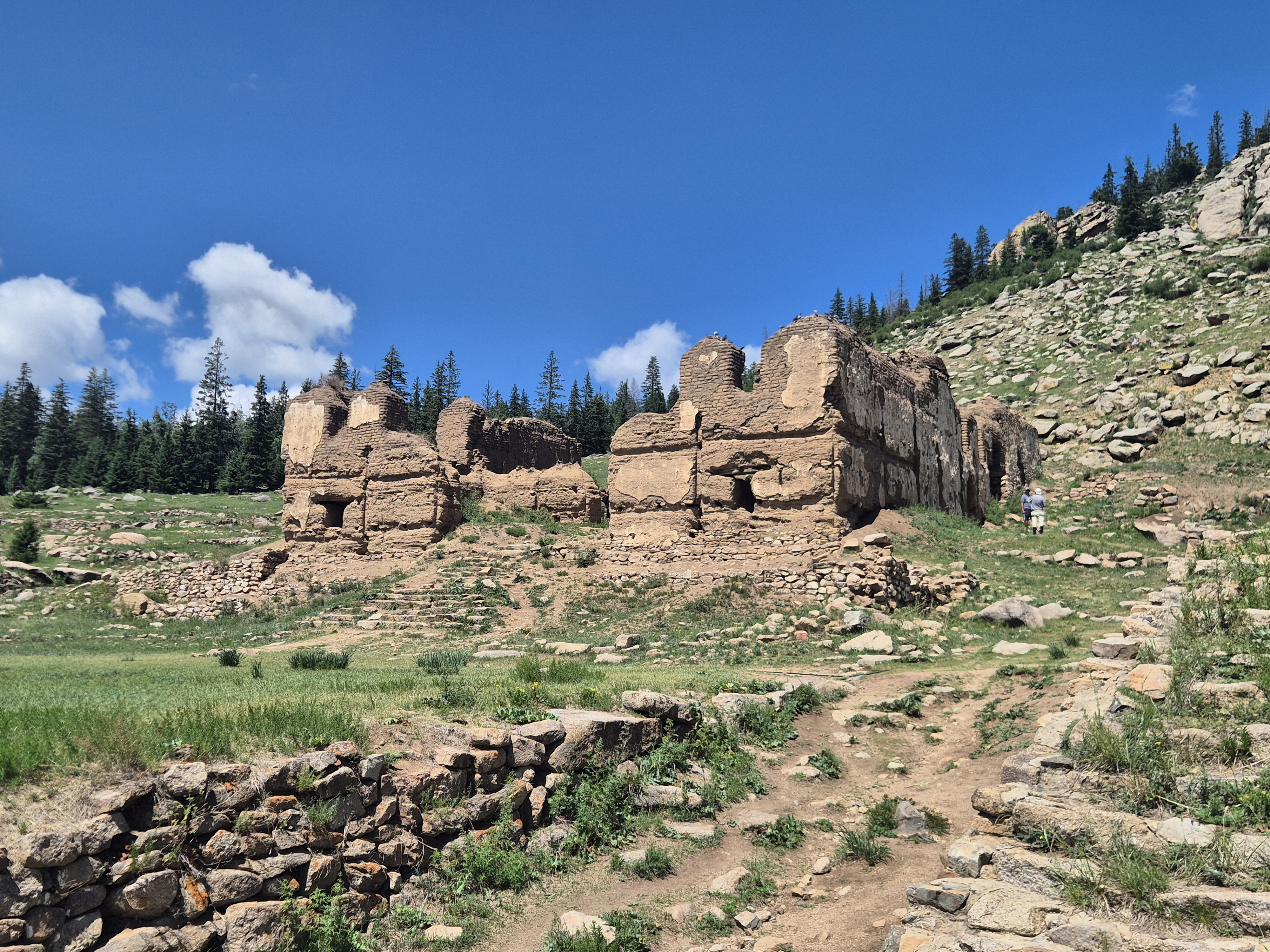
rovine del tempio di Togchin
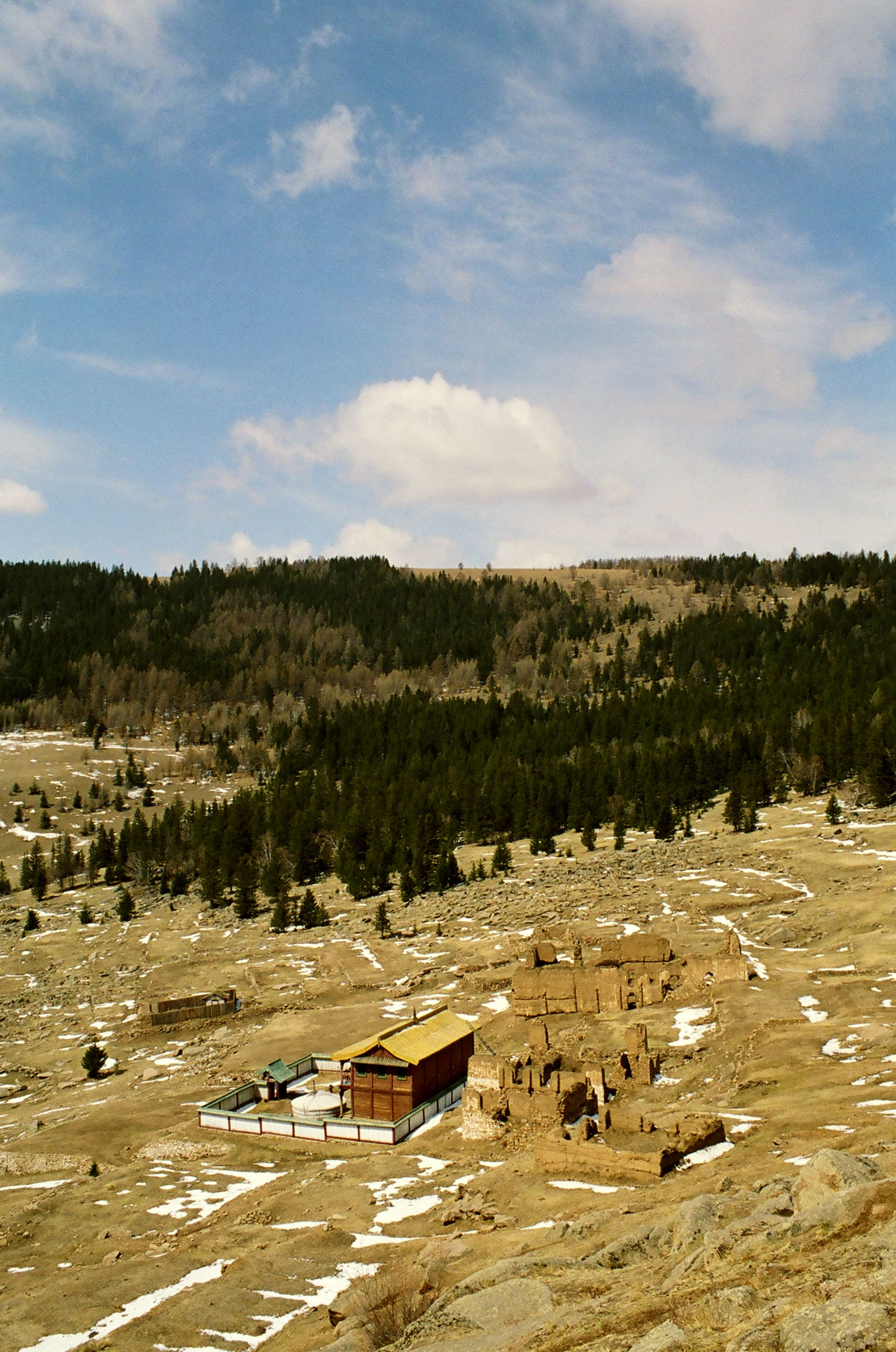
panoramica del terreno del monastero
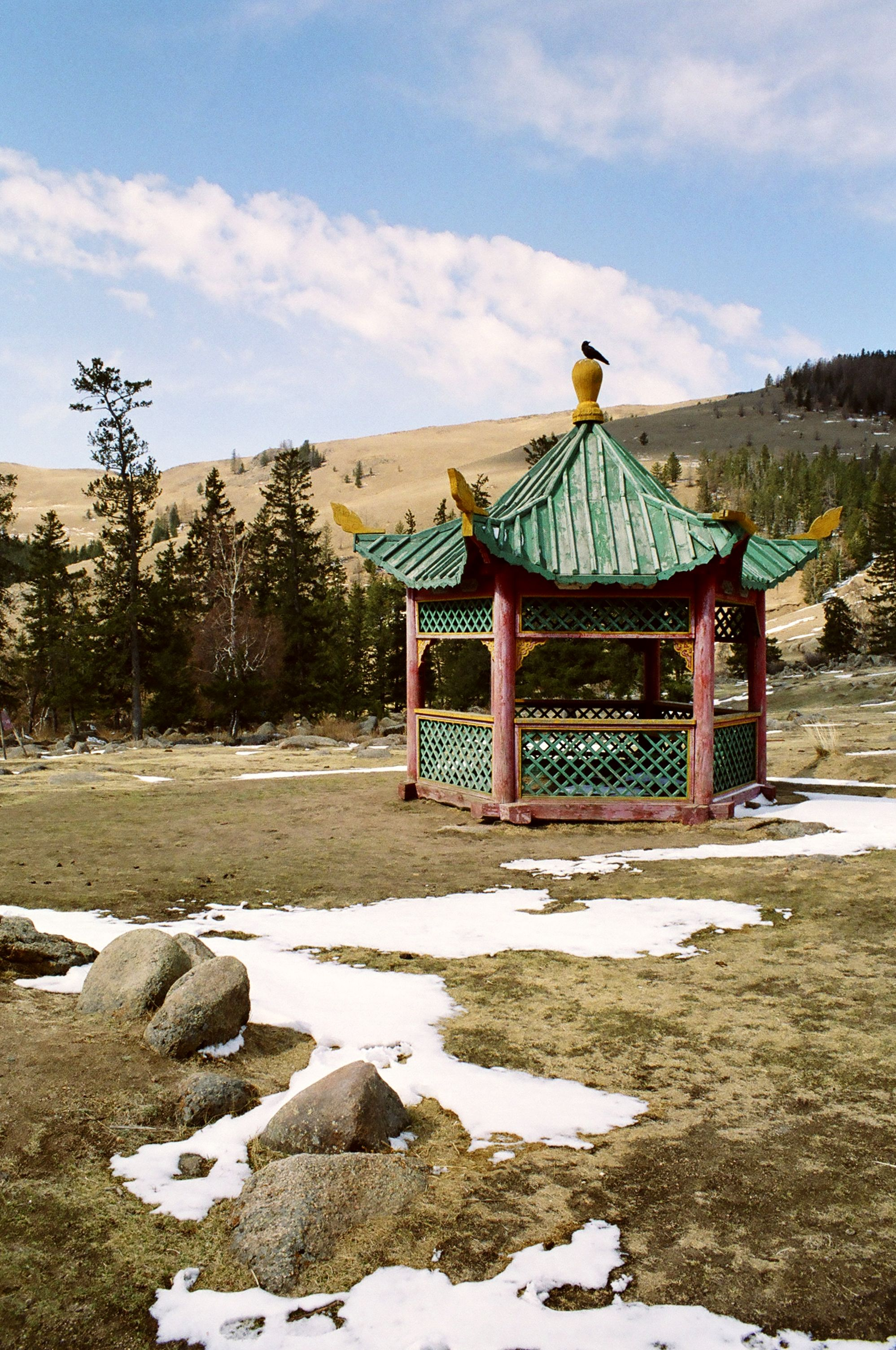
Pagoda
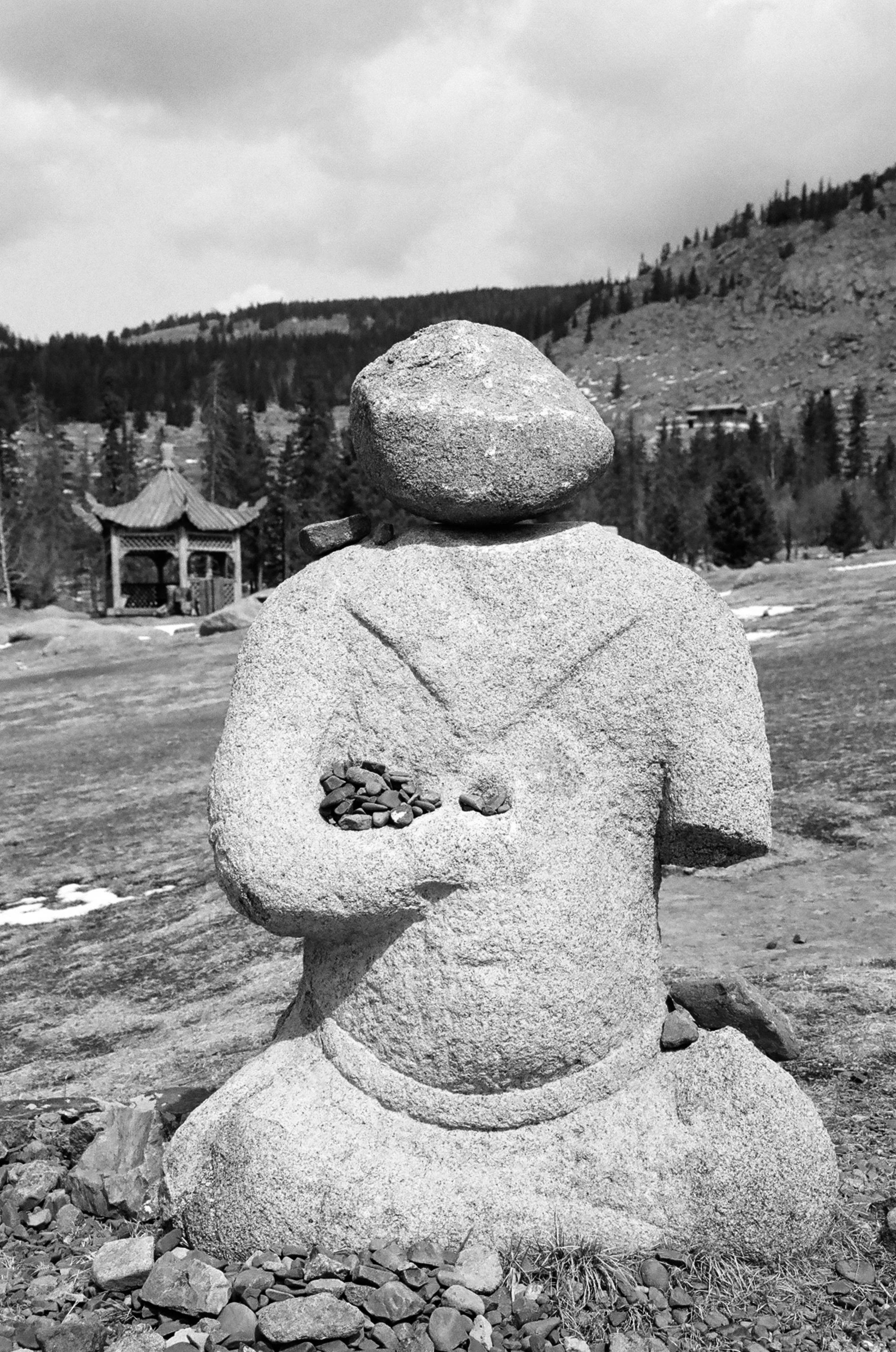
Statua di Buddha
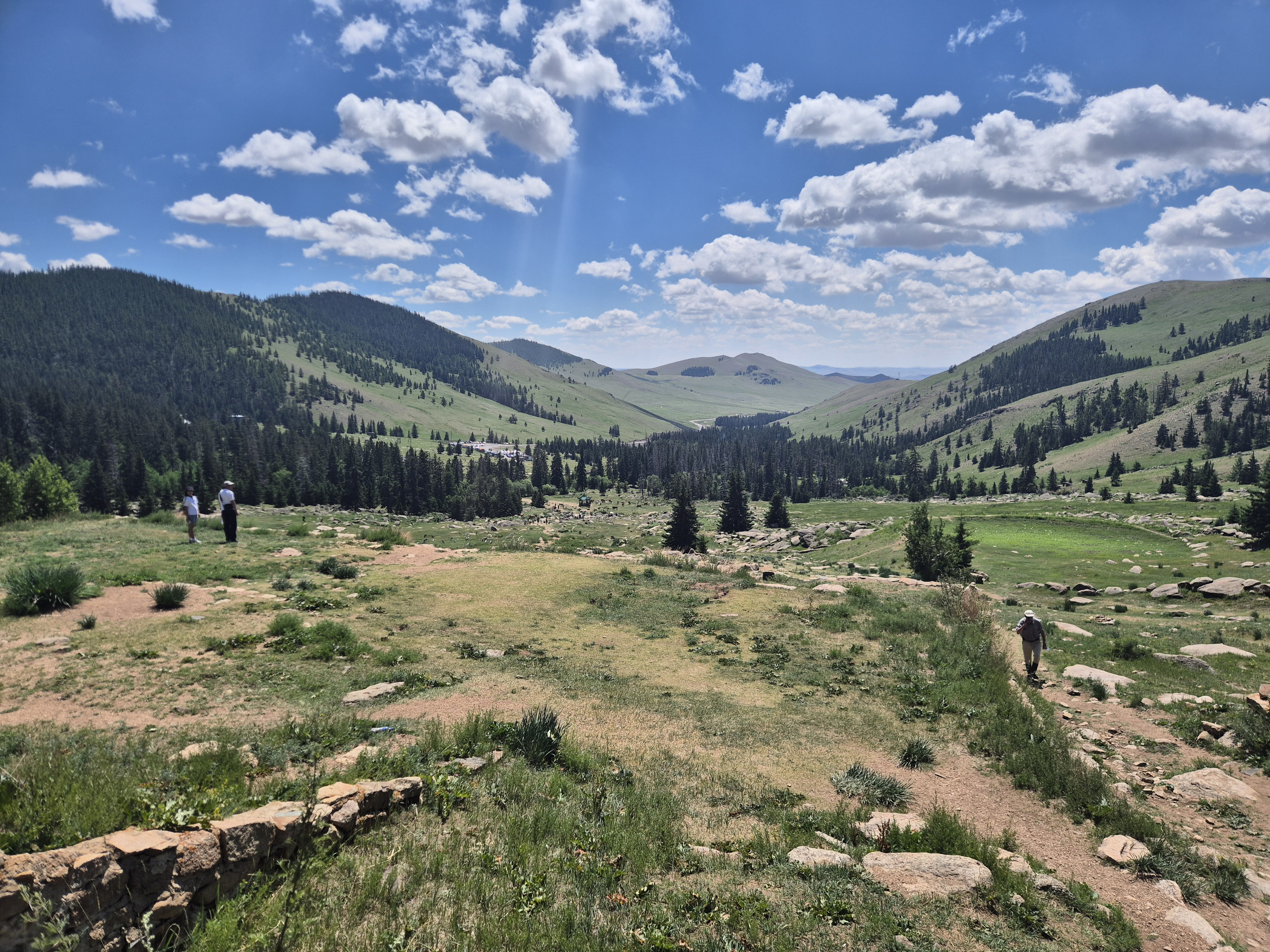
Veduta del Bogd Khan Uul dal monastero
Dipinto del 1913 mostra il monastero in basso